# Drei blaue Jungs – ein blondes Mädel
Drei blaue Jungs – ein blondes Mädel (Verweistitel: Blaue Jungs fahren zur See) ist eine Filmkomödie des Regisseurs Carl Boese aus dem Jahr 1933. Charlotte Ander spielt ein blondes Mädel, in das sich die von Heinz Rühmann und Friedrich Benfer verkörperten Freunde Heini und Willy verlieben. Der dritte im Bunde, der von Fritz Kampers gespielte Matrose Hannes, hat da auch noch ein Wort mitzureden.

## Handlung
Zeit der Handlung 1930: Der Matrose Heini Jäger befindet sich mit seinen Kameraden Willy Timm und Hannes Butenschön auf Landgang in Warnemünde. Während Hannes seine Freizeit lieber zu Hause bei seiner Mutter verbringt, beschließen Heini und Willy, ein Tanzlokal zu besuchen. Dort befindet sich auch die Fotografin Ilse Schröder mit ihrem minderjährigen Bruder Fritz. Der offeriert Willy seine Schwester als Tanzpartnerin, was beide nach einer kurzen Verlegenheitspause auch recht amüsant finden. Heini hingegen hat durch seine ungeschickte Art immer wieder Pech nicht nur mit den Frauen. Um die Damen zu beeindrucken, bleibt es auch nicht aus, dass hin und wieder Seemannsgarn gesponnen wird.
Dann passiert es jedoch bei einem der nächsten Landgänge, an dem Willy nicht teilnehmen kann, dass Fritz auch Heini bittet, mit seiner Schwester zu tanzen. Beide verstehen sich gleich gut. Da der Matrose bisher kein Bild einer Frau für seinen Spind hat, wie alle anderen, bittet er Ilse, ihm eins zu schenken, was sie auch tut. Als er seinem Freund Willy später das Foto zeigt, kommt es zwischen beiden zu einem Handgemenge, das mit einem Zerwürfnis endet, da die Männer nun wissen, dass sie sich in dieselbe Frau verliebt haben.
Als Jäger dann jedoch bei einer Besichtigung des Zielschiffes „Zähringen“ vergessen wird und beim Übungsschießen in Lebensgefahr gerät, vergisst Timm seinen Groll, als er den Freund bei einem Blick durch ein Fernglas an Bord der „Zähringen“ entdeckt, und meldet dies umgehend seinem Vorgesetzten. Der Beschuss wird eingestellt, sodass Jäger vom Zielschiff geborgen werden kann. Die Freunde vertragen sich wieder, zumal das blonde Mädel sich für den dritten der blauen Jungs entschieden hat, ihren Kameraden Hannes Butenschön.

## Produktionsnotizen
Der Film kam am 2. Oktober 1933 in die deutschen Kinos. In Österreich lief der Film unter dem Titel Drei blaue Jungs. Die Außenaufnahmen wurden teilweise auf den Einheiten der Reichsmarine Hessen und Zähringen sowie in Warnemünde gedreht. Die Innenaufnahmen entstanden im Ufa-Atelier Neubabelsberg.

### Veröffentlichung, DVD
Die Uraufführung des Films erfolgte am 2. Oktober 1933 im Titania-Palast und im Kino Atrium in Berlin in einer Doppelpremiere. Am 28. Dezember 1936 wurde der Film unter dem Titel Three Bluejackets and a Blonde in den USA veröffentlicht.
Nachdem der Film als verschollen galt, dann aber wieder aufgefunden wurde, fand eine DVD-Restaurierung mit Unterstützung des Bundesarchivs-Abteilung Filmarchiv, Berlin, statt, wie anfangs des Films zu lesen ist. Der Film wurde von der Koch Media GmbH innerhalb der Reihe „Schätze des deutschen Tonfilms“ am 30. Oktober 2010 auf DVD veröffentlicht. Der Film ist auch Teil der „Heinz Rühmann Edition Seine besten Filme“, die am 6. Mai 2011 ebenfalls von der Koch Media GmbH herausgegeben wurde, und drei weitere Rühmann-Filme enthält.

## Kritik
Die Kritik für den Film war bei seinem Erscheinen nicht gerade freundlich, wie Karlheinz Wendtland seinerzeit schrieb: „Man war entsetzt über die Clownerie und den derben Humor der deutschen Matrosen.“ […] Weiter hieß es: „Selbst wenn in diesem Film erste Annäherungsversuche in die neue Richtung gesehen werden sollten, da er unter Matrosen auf Schiffen der Reichsmarine spielt, so bleibt doch festzustellen, daß sich lediglich die Umrahmung geändert hat, jedoch nicht die darin agierenden Menschen. Mit anderen Worten: Es bleibt alles beim Alten, man tut nur so.“
Für kino.de stellte sich der Film als „harmloses deutsches Lustspiel von Carl Boese, der Heinz Rühmann und Enrico Benfer vergeblich um die Gunst von Charlotte Ander wetteifern lässt“, dar.